# Киберхондрия
Киберхо́ндрия (от префиксоида кибер- и «ипохондрия», англ. cyberchondria) — "психическое расстройство", заключающееся в стремлении самостоятельной постановки диагноза на основе симптомов заболеваний, описанных на интернет-сайтах. Киберхондрия является разновидностью ипохондрии. Человек, страдающий киберхондрией, называется киберхондриком. Киберхондрия не выделяется в современных психиатрических классификаторах МКБ-10, МКБ-11 и DSM-5 как отдельное психическое расстройство.

## Оценки экспертов
Специалисты относят киберхондрию к новому варианту ипохондрии. Однако многие эксперты полагают, что информация о болезнях, полученная в Интернете, может вызвать неоправданные страхи даже у людей, до этого никогда не страдавших ипохондрией.
По мнению психолога университета Майнца, Габи Бляйхарда, в современном мире ипохондрия получила очень большое распространение благодаря Интернету, так как именно там можно очень быстро и без особых усилий найти огромное количество информации о любом заболевании и найти у себя серьёзные и даже неизлечимые болезни даже при самых безобидных симптомах.

Интернет — первый явочный пункт для человека, который боится заболеть, а тормозящих факторов там заметно меньше.

«Из-за этого страхи только усиливаются. Так, боль в животе считается следствием опухоли в желудке, а покалывание пальцев — первым симптомом рассеянного склероза».

Брайан Фаллон, профессор Колумбийского университета в Нью-Йорке, являющийся автором термина «киберхондрия», предложил квалифицировать и называть всех ипохондриков киберхондриками, так как на сегодняшний день люди, почувствовав тревожные симптомы, обращаются именно к интернет-ресурсам для поиска данных.
Специалисты медицины подчёркивают, что данное расстройство вовсе не так безобидно, как кажется на первый взгляд, потому что несмотря на то, что страхи и диагнозы, которые человек ставит сам себе, надуманные, человек ощущает настоящие душевные и физические мучения и панический страх перед смертью. Также данное расстройство провоцирует и социальные проблемы.

Люди боятся заболеть и потому заболевают. А заболев, своими страхами усугубляют положение. К тому же, единственное, что интересует ипохондриков, — это собственная болезнь, что ограничивает их социальные контакты.
—  врач Детлев Нутцингер

## Исследование заболевания

### В России
По данным социологического опроса, проведенного Всероссийским центром изучения общественного мнения, каждый третий житель страны занимается самолечением, а проблема киберхондрии набирает всё большие обороты. По мнению экспертов, такой подход к здоровью является вынужденной альтернативой официальной медицине, так как многие россияне не располагают временем и достаточными средствами для оплаты медицинских услуг в специализированных учреждениях. Второй причиной многие специалисты называют и низкую квалификацию врачей.
Однако, несмотря на все предупреждения о недостоверности информации на медицинских сайтах и большой вероятности мошенничества, по оценкам экспертов, популярность виртуальных поликлиник, аптек и консультаций будет только увеличиваться. Главной тому причиной является состояние российского здравоохранения. Согласно оценкам экспертов, около 67 % россиян не доверяют медицине.

### В Великобритании
21 ноября 2007 года были опубликованы результаты исследования, которые показали, что данная болезнь приобрела в этой стране катастрофические масштабы, так как 65 % британских интернет-пользователей вместо консультаций с врачом используют Интернет для диагностики и лечения своего здоровья. Почти 50 % искали на медицинских форумах «единомышленников» — людей с такими же симптомами. 46 % были настолько уверены в правильности самодиагностики, что приобретали и/или консультировались с фармацевтами по поводу соответствующих лекарств; в то время, как данное исследование показало, что лишь в 15 % случаев диагноз, поставленный с помощью Интернета, оказывался правильным.
Также были выяснены мотивы людей, занимающихся самолечением.
- 9 % отказались от услуг специалиста по финансовым причинам;
- 35 % не хватило времени проконсультироваться лично с лечащим врачом;
- 25 % не захотели беспокоить своих участковых терапевтов.

### В США
1 ноября 2008 года компания Microsoft провела первое широкомасштабное исследование феномена киберхондрии под названием MSR-TR-2008-177 «Cyberchondria: Studies of the Escalation of Medical Concerns in Web Search», которое включало в себя несколько этапов анализа данной проблемы.
Авторы исследования, учёные Райэн Уайт и Эрик Хорвитц, определили понятие «киберхондрия» как «безосновательно преувеличенное беспокойство за здоровье при общих симптомах, основанное на поиске данных и соответствующей литературы в Интернете».
В исследовании приняло участие около 1 млн человек из разных стран и опрошено 500 сотрудников Microsoft. 
 Было выяснено, что 25 % испытуемых (250 тыс. человек) за период исследования хотя бы один раз искали в Интернете информацию о болезнях. Всего же из всех поисковых запросов 2 % носят медицинский характер. Также было обнаружено, что в Интернет-сети несоразмерно превалируют статьи о неизлечимых заболеваниях.
Один из авторов исследования (Эрик Хорвитц) определяет два главных фактора развития киберхондрии: отсутствие желания проверять прочитанную информацию и психологические особенности человека; в частности, способность людей субъективно преувеличивать вероятность возникновения неожиданных обстоятельств.

Как показал недавний опрос Pew Internet Project в США, 8 из 10 пользователей ищут в сети информацию о здоровье; но примерно та же доля — 75 % — не проверяет, откуда взяты данные и когда создана страница.
— Эрик Хорвитц

Если у здорового человека моложе 35 лет появляются боли в груди, вряд ли проблема в сердце, но поскольку в сети очень много написано о связи болей в груди с сердечными заболеваниями, люди забывают о вероятности.
— Эрик Хорвитц

## Симптомы киберхондрии
Специалисты выделяют следующие симптомы киберхондрии:
1. Слишком частое и излишнее использование Интернета для поиска информации о болезнях;
2. Излишняя тревога в вопросах собственного здоровья и самочувствия;
3. Склонность самостоятельно ставить серьёзные диагнозы на основе общих симптомов без постановки диагноза врачом;
4. Быстрый переход от подозрения до уверенности в наличии болезни после чтения соответствующей информации online;
5. Увлечение всесторонними online-обследованиями;
6. Регулярный поиск медицинских online-тестов;
7. Недоверие к врачам, работающим в больницах и поликлиниках;
8. Постоянное наблюдение за основными показателями состояния организма (пульс, дыхание, температура тела, кровяное давление);
9. Частая смена лечащих врачей;
10. Резкое ухудшение самочувствия после посещения медицинских сайтов;
11. Твёрдая уверенность в том, что в здоровом организме не может быть никаких симптомов.